# Hutfiltern
Hutfiltern ist eine Straße in der Innenstadt von Braunschweig, am Übergang vom historischen Weichbild Altstadt in das Weichbild Altewiek. Sie ist eine der ältesten und war eine der wichtigsten Handelsstraßen der Stadt.

## Etymologie
Im mittelalterlichen Braunschweig wurde Niederdeutsch gesprochen. Die in der Straße, nahe dem zentralen Kohlmarkt, ansässigen Handwerker waren Hutmacher, bzw. Hutfilzer, auf Niederdeutsch als hôtfilter bezeichnet.
Wie auch bei einigen anderen Straßennamen der Stadt Braunschweig, zum Beispiel Ölschlägern oder Kattreppeln, ist das auslautende „n“ am Wortende seinem Ursprung nach eine alte, bereits wohl seit dem 17. Jahrhundert nicht mehr verwendete, bzw. verstandene Deklinationsendung des Plural-Dativs und wird seither als Singularform verwendet.

„Dies liegt daran, daß Ortsnamen, wenn sie in Sätzen vorkommen, in den allermeisten Fällen eine Antwort auf die explizite oder implizite Frage "Wo?" darstellen. Und auf diese Frage antwortet man im Deutschen mit einer Präposition plus Dativ. So auch im Falle von in den hotfiltern, frei übersetzt ,bei den Hutmachern' […] Was diese Uminterpretation des Endungs-n betrifft, haben sich die Braunschweiger Straßennamen Hutfiltern und Ölschlägern (1405: by den olslegern, ,bei den Ölmüllern‘) parallel entwickelt.“

## Geschichte

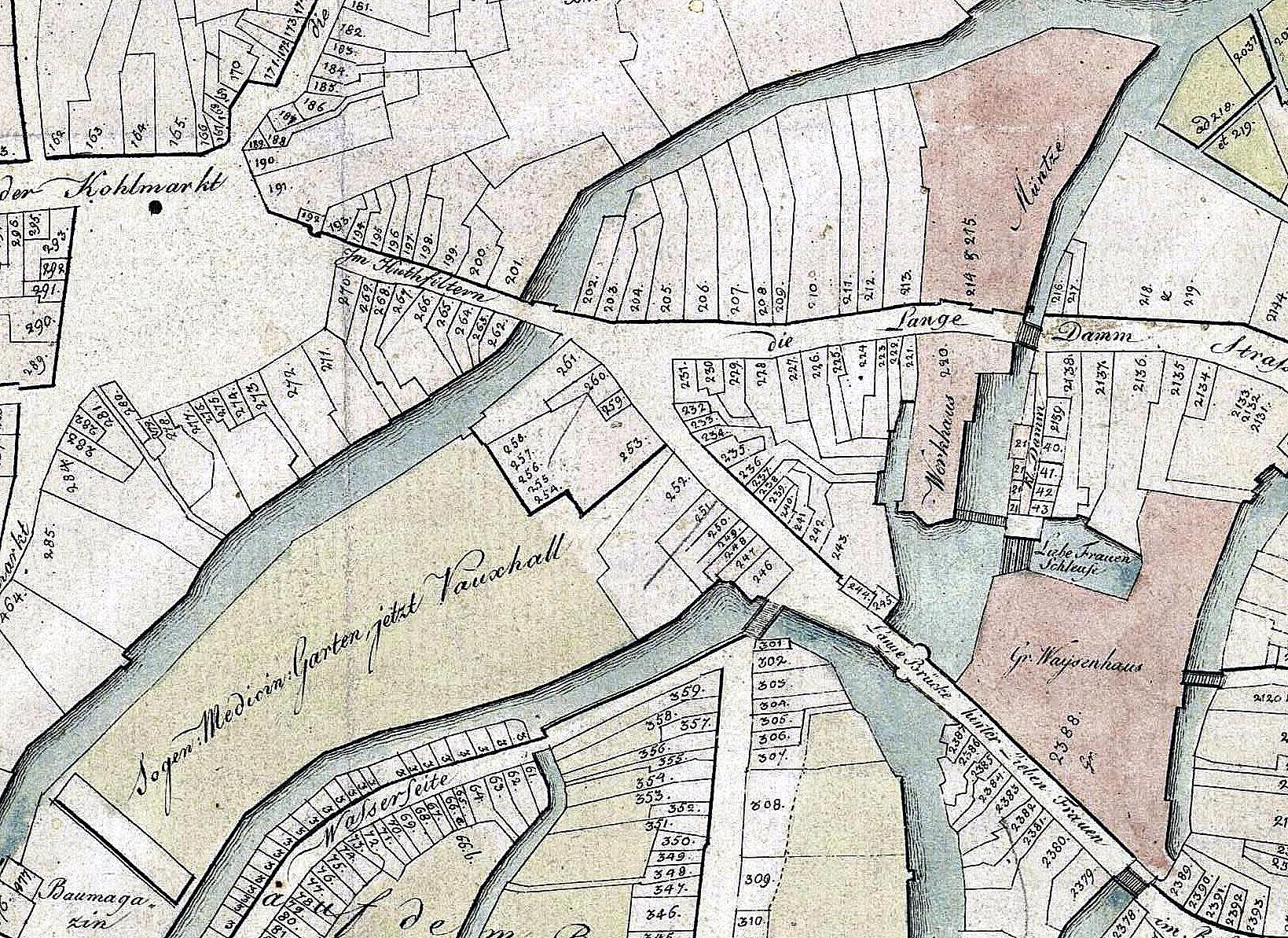
Stadtplan von Friedrich Wilhelm Culemann von 1798, oberes Drittel v. r. n. l.: Kohlmarkt, Hutfiltern, Damm

Die Straße verläuft grob von West nach Ost vom Kohlmarkt kommend und geht an ihrem Ende in die Straße Damm über, wobei sie gleichzeitig südöstlich in den Kattreppeln abzweigt. Ursprünglich führte die Handelsstraße von Westen aus Minden und Hildesheim kommend, weiter nach Magdeburg, 90 km im Osten gelegen. Das Gebiet der Altstadt, bzw. der Altewiek war im Mittelalter sumpfig. Eine Vielzahl mehr oder weniger großer Okerarme schlängelten sich durch diesen Bereich, weshalb es zu deren Überquerung etliche Brücken gab.
Im Laufe der Jahrhunderte wurde das Gebiet um den Hutfiltern nach und nach trockengelegt, im späten 19. Jahrhundert wurde damit begonnen, die Oker in diesem Stadtgebiet unterirdisch zu kanalisieren, bzw. einige der kleineren Arme zuzuschütten, um Baugrund zu gewinnen. Der Hutfiltern ist heute Teil der innerstädtischen Fußgängerzone.

## Bauwerke
Neben zahlreichen heute unter Denkmalschutz stehenden Häusern gibt es folgende Gebäude:
- Hutfilter 2: Haus Leuenturm, Fachwerkhaus von 1777[5]
- Hutfiltern 5 und 6: zwei Fachwerkhäuser wohl aus dem 19. Jahrhundert[6]
- Hutfiltern 7: ein Massivbau von 1904[6]
- Hutfiltern 8: ein Massivbau von 1887[6]

### Burgpassage

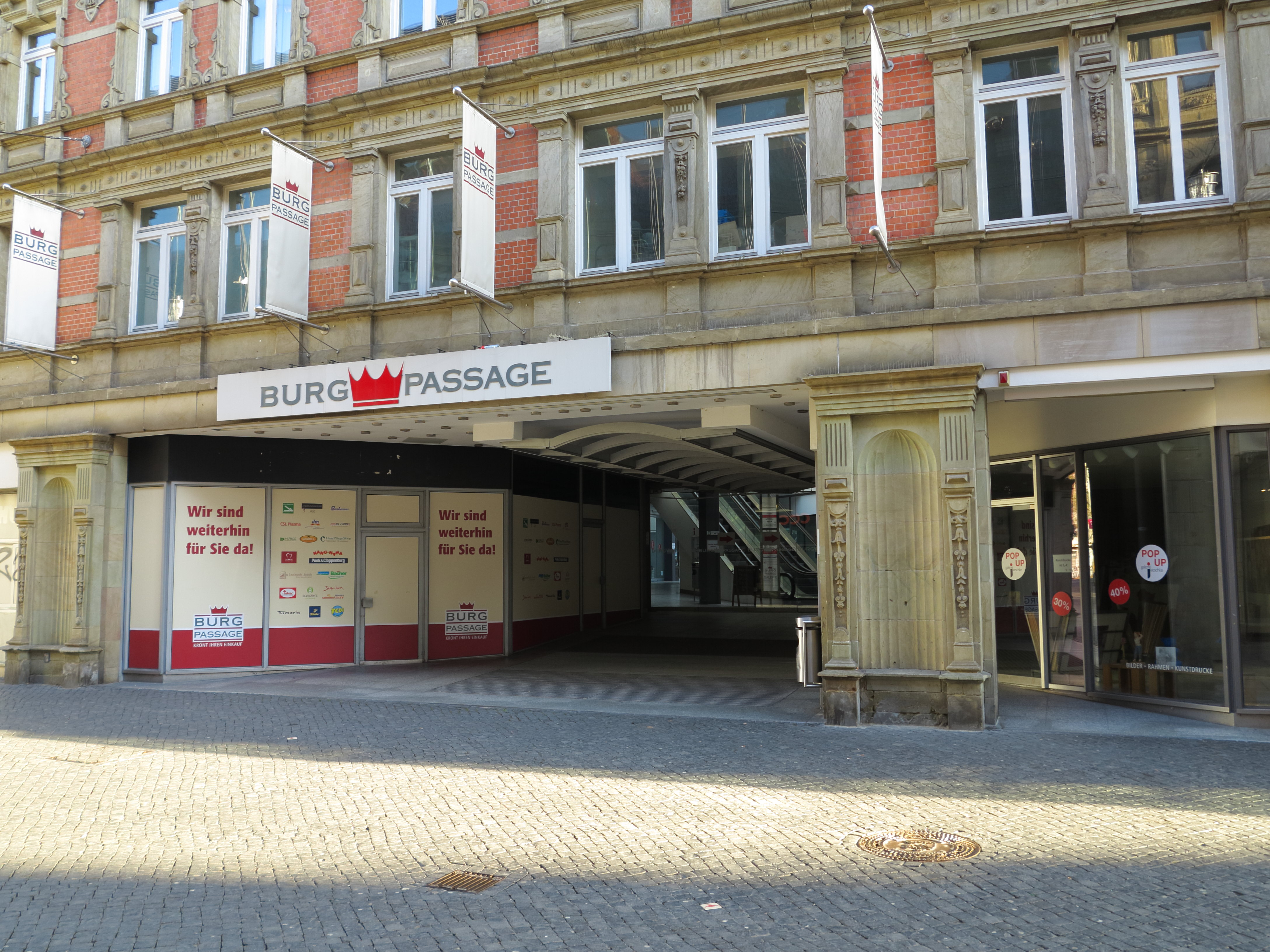
Hutfiltern-Eingang zur Burgpassage

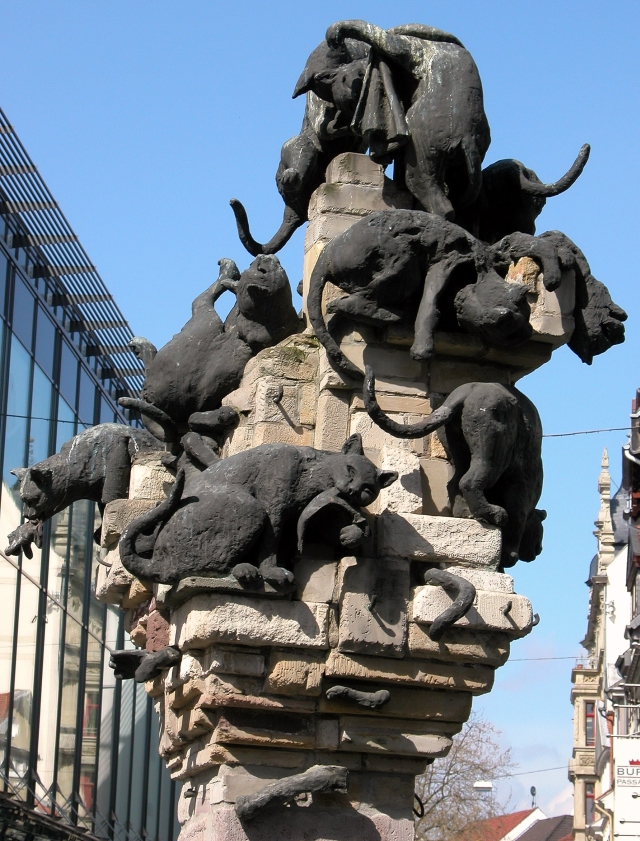
Katzenbalgen

Im Gebäude Hutfiltern 8 befand sich jahrzehntelang bis 1981 das Pressehaus der Braunschweiger Zeitung. 1981 wurde dort ein Durchbruch für die Burgpassage, eine überdachte 4-stöckige Ladenpassage mit ursprünglich 40 Geschäften, bis zur Kreuzung Schuhstraße/Kleine Burg geschaffen. Die 1983 eröffnete Burgpassage wiederum sollte 2019 abgerissen werden, um einer nach oben offenen Einkaufs- und Wohnstraße Platz zu machen. Seit einem Gerichtsurteil Ende 2019 ruht dieses Projekt jedoch.

### Katzenbalgen
Bei der Abzweigung in den Kattreppeln, bzw. beim Übergang des Hutfiltern in den Damm steht seit 1981 die Skulptur Katzenbalgen des Bildhauers Siegfried Neuenhausen. Der Titel des Werkes nimmt Bezug auf die volkstümliche, jedoch falsche Vermutung, der Name Kattreppeln leite sich etymologisch aus „sich balgenden Katzen“ oder „Katzbalgen“ ab.